# Guarany SC (Sobral)
Guarany Sporting Club – brazylijski klub piłkarski z siedzibą w Sobral, leżącym w stanie Ceará.

## Osiągnięcia
- Mistrz drugiej ligi stanu Ceará (Campeonato Cearense de Futebol da Segunda Divisão) (4): 1966, 1999, 2005, 2008

## Historia
Guarany założony został 2 lipca 1938 roku. W 2001 roku grał w trzeciej lidze brazylijskiej (Campeonato Brasileiro Série C), a w 2002 w drugiej lidze (Campeonato Brasileiro Série B). Obecnie klub gra w drugiej lidze (Segunda Divisão) stanu Ceará (Campeonato Cearense).